# Chudschander Staatliches Theater der Musikalischen Komödie

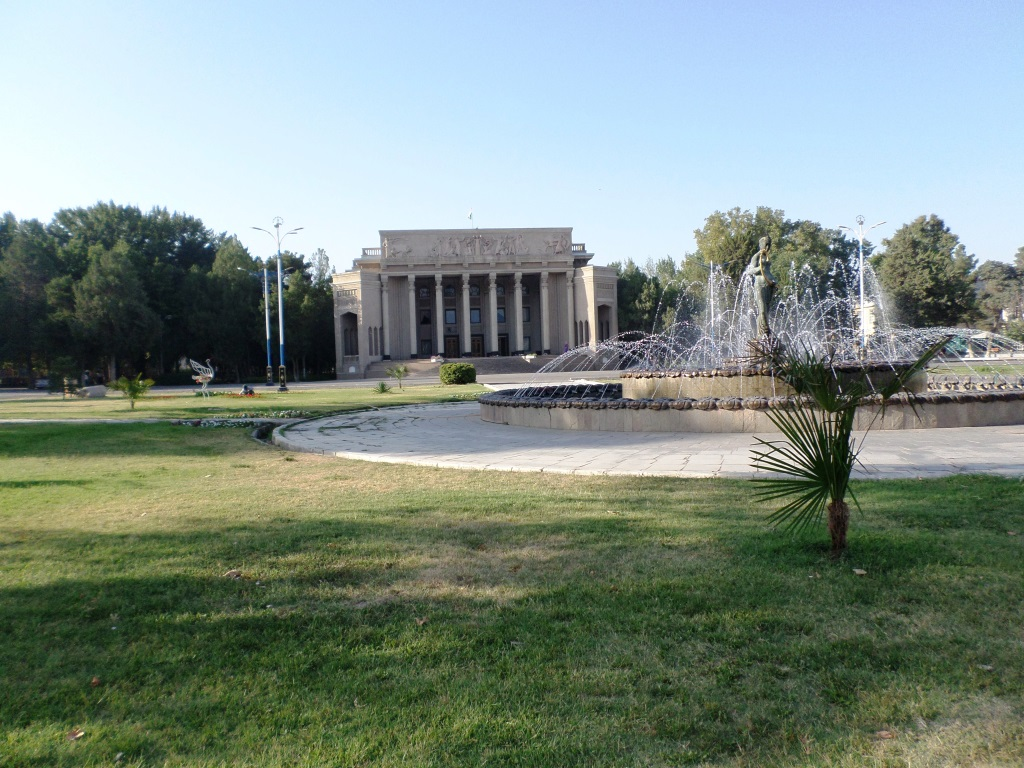
Chudschander Staatliches Theater der Musikalischen Komödie

Das Chudschander Staatliche Theater der Musikalischen Komödie (tadschikisch Театри давлатии мусиқӣ-мазҳакавии ба номи К. Хуҷандӣ) ist ein Theater in der tadschikischen Stadt Chudschand. Es wurde im Jahr 1932 gegründet und trägt seit den 1990er-Jahren den Namen des Dichters Kamoli Chudschandi. Hauptregisseurin ist Sairam Issojewa.